# زاغارولو
زاغارولو هي بلدة تقع بالقرب من العاصمة الإيطالية روما، في الإقليم المتوسط للاتسيو في إيطاليا، وتبعد عن العاصمة حوالي 34 كم جنوب شرق روما، على حدود بلدة كولونا .
يقع في وسط بلدة زاغارولو تلٌ ضيق يبلغ طوله 2كم وعرضه 100 متر على ارتفاع 310 متر وتحاط بأوديةٌ خضراء، وفي جنوبها طريق الزوار، ويمر طريق فرانشيجينا عبر ريف زاغارولو .

## التاريخ
تعود اصول البلدة إلى مدينة قابي، وهي مدينة قديمة تأسست في القرن الخامس، وتقع على بعد بضعة كيلو مترات من زاغارولو، حيث انها مدينة رومانية قديمة ويوجد بها بقايا من المدرج الروماني .
يعود تاريخ بلدة زاغارولو في العصور الوسطى، حيث تم تطوير مخططها الحالي في القرن السادس عشر، وهي مسقط رأس الملحن جوفيريدو بيتراسي .

## المعالم السياحية الرئيسية
تقع معظم المعالم السياحية التاريخية في وسط البلدة .

### القصر
يقع في وسط المدينة قصر روسبيجليوسي، وقد كانت المرجعية الأولى عندما دمر البابا باشال الثاني زاغارولو في اوائل القرن الثاني عشر بعد ان تمردوا عائلة كولونا، حيث كان القصر واحداً من المعاقل .
وقد ظلت تحت حكم عائلة كولونا لقرون عديدة، حيث انها حوصرت ودمرت عدة مرات بسبب المعارك والتنافس بين البابوية وعائلة كولونا .
وفي القرن السادس عشر بدأت العلاقات السلمية بين عائلة كولونا والبابوية، حيث أصبحت زاغارولو دوقية، ومن هنا أصبح القصر يعرف بالقصر الدوقي .
استخدم القصر كمسكن وتم بناء جناحين رئيسيين باتجاه الساحة واضيفت له لوحات جدارية وبناء حدائق معلقة .
وفي عام 1591 اجتمعت لجنة مكونة من 8 كرادلة لتصحيح النسخ المطبوعة من الكتاب المقدس .
تتميز جدران المبنى بلوحات مرسومة تعود للقرن السادس عشر تُنسب إلى رسامون هولنديون .
في عام 1606 صنع كارافاجيو تحفة فنية لعائلة كولونا مقابل الحصول على ملجئ في رحلته إلى نابولي .
في عام 1668 ، عندما استحوذ روسبيجليوسي على دوقية زاقارولو، أصبح القصر ملكًا له، ثم أصبح لاحقًا في ملكية عائلة بالافيتشيني، حتى تم بيعه إلى بلدية المنطقة في عام 1979. وخلال الحرب العالمية الثانية تم تحويل القصر إلى مستشفى عسكري ألماني .

### الكنائس
كنيسة القديس لورانس الشهيد (1607) ، القديس لورانس الروماني .
كنيسة القديسة ماري جريس (1580–1582) والتي تقع في ساحة سانتا ماريا
كنيسة القديس بطرس (1717-1722) ، وهي كنيسة باروكية قديمة لها قبة بيضاوية الشكل بارتفاع 46 متراً.

### ميزات أخرى
وعند مدخل المدينة من الجنوب الشرقي هنالك باب يسمى روسبيجل وهو باب مزين بنقوش بارزة من القرن السادس عشر وتماثيل نصفية رومانية ومساجد مسرحية. وفي البوابة الأخرى، عند المدخل الشمالي الغربي للمدينة باب اخر يسمى باب سان مارتينو ، حيث سمي على اسم البابا مارتن الخامس .
وفي خارج المدينة يوجد مدرج صغير (توندو) كما يسميه السكان المحليون، ويقع على تل يسمى كولي ديل بيرو . وهو مثال نادر إلى لودوس الروماني قديم يعود تاريخه إلى القرن الأول الميلادي، وهو نوع من المدرجات الصغيرة ويستخدم كصالة ألعاب رياضية أو ساحة تدريب للمصارعين .

## جغرافية
يعيش معظم سكان زاغارولو في التلال الخضراء حول المدينة .

### المناخ
تتمتع زاغارولو بمناخ متوسطي مع صيف دافئ وشتاء بارد ورطب .
وفي الغالب يكون الصيف مشمس وحار، وقد تصل درجة الحرارة إلى فوق 37 درجة مئوية (100 فهرنهايت) لعدة أيام مع عواصف رعدية .
وفي الشتاء تنخفض درجة الحرارة غالبًا إلى 0 درجة مئوية (32 فهرنهايت).
عادةً ما تتعرض بلدة زاغارولو لعواصف ثلجية في فصل الشتاء .
وفي عام 1982 ضربتها عاصفة ثلجية ادت إلى عزل المدينة لبضعة أيام .

## المواصلات

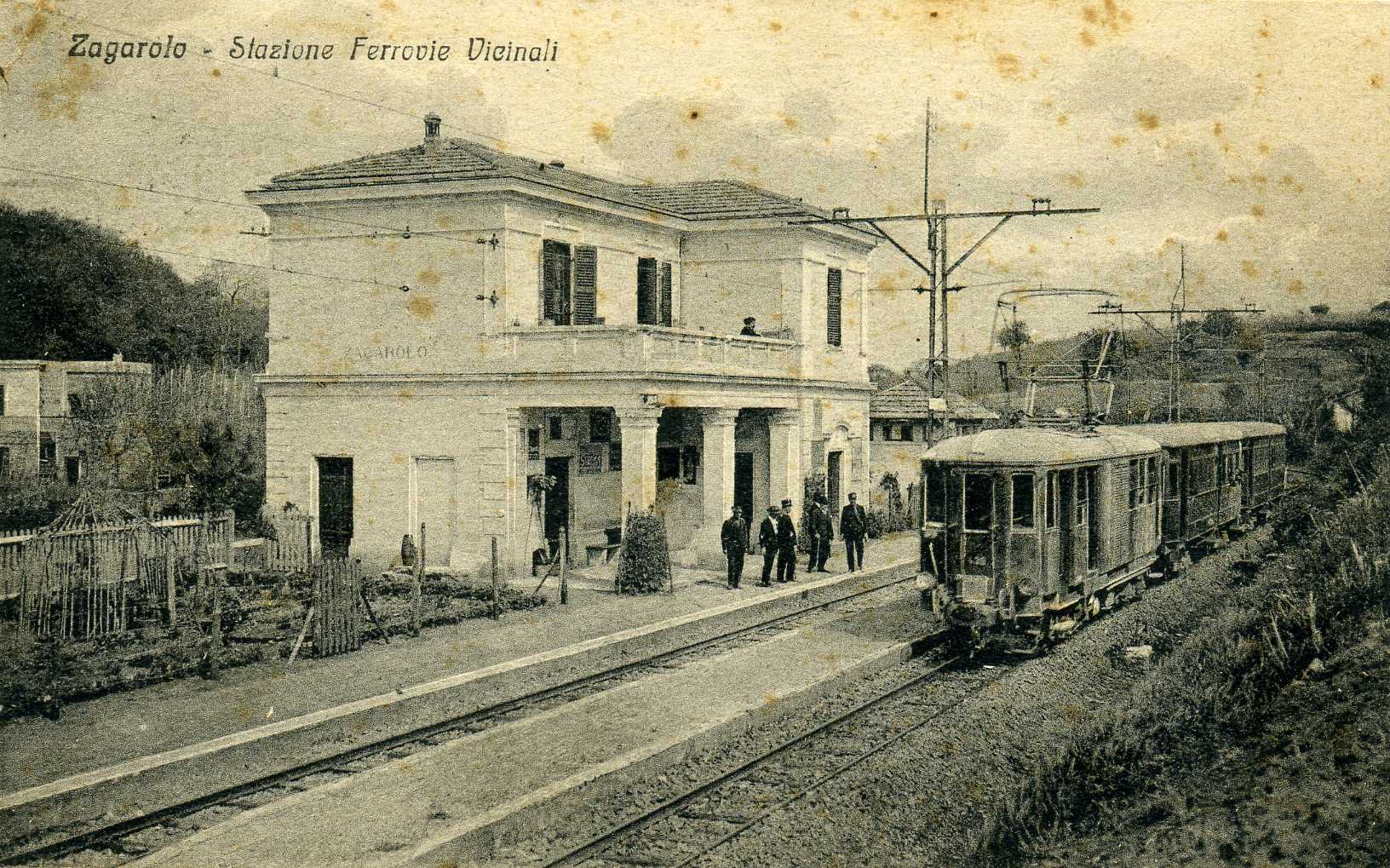
صورة التقطت في عام 1927 ، لبطاقة بريدية لمحطة قطار زاغارولو.

تتميز الحدود الشمالية والجنوبية لمدينة زاغارولو بطرق رومانية قديمة لا تزال قيد الاستخدام حتى الآن، وهما طريق بريستينا إلى الشمال وطريق كاسيلينا إلى الجنوب.
يوجد في زاغارولو محطة قطار رئيسية، على بعد 2كم من وسط المدينة، حيث تربط المدينة بروما وشيامبينو وفروزينوني وكاسيرتا وكاسينو . وتتردد القطارات المتجهة إلى روما ما بين 20 أو 60 دقيقة .
تستغرق الرحلة من البلدة إلى محطة روما حوالي 30 دقيقة .
يمكن الوصول من زاغارولو إلى مطار روما الدولي عبر السكك الحديدية ومن ثم حافلة نقل إلى محطة قطار المطار في روما .

## المنظمات
- «اصدقاء زاغارولو» [2] هي منظمة غير ربحية مكرسة لتعزيز التراث الثقافي والفولكلوري لمدينة زاغارولو، حيث تعمل منذ التسعينيات.
- افتتحت كلية تورو فرعًا جديدًا في زاغارولو في قصر روسبيجليوسي. تنظم جامعة تورو في روما بالتعاون مع مجلس إدارة البلدية زاغارولو، دورات لغة إنجليزية مستقلة غير معتمدة لسكان زاغارولو والمناطق المحيطة بها. [3]

- موقع متحف زاغارولو للألعاب (بالإيطالية)
- مهرجان الفن على الطريق نسخة محفوظة 1 يوليو 2007 على موقع واي باك مشين. (بالإيطالية)
- دليل سريع عن زاغارولو (بالإنجليزية)